# Ясківка тасманійська
Ясківка тасманійська (Petrochelidon ariel) — вид горобцеподібних птахів родини ластівкових (Hirundinidae).

## Поширення
Птах розмножується в Австралії. Взимку південні популяції мігрують на північ материка та до Нової Гвінеї. Вид трапляється в Новій Зеландії, де, можливо, також розмножується. Мешкає на відкритих місцевостях поблизу води і зазвичай гніздиться на скелях, ущелинах або мостах.

## Опис
Кремезна ластівка з квадратним хвостом. Має середню довжину 12 см і вагу 11 грам. Доросла особина має чорну спину з блакитними переливами, коричневі крила і хвіст, червонувато-коричневу верхню частину голови (маківка, лоб і потилицю), а також білуватий круп і низ. Обидві статі схожі, але молодь має менш помітні коричневі тони, зі світлішим оперенням на лобі та блідою окантовкою на спині та крилах.